# Alaska Native Claims Settlement Act
Alaska Native Claims Settlement Act, normalmente conhecida como ANCSA, e uma lei que foi promulgada pelo presidente Richard Nixon em 18 de dezembro de 1971 por meio da qual foram encerradas as queixas dos povos originários do Alaska e criadas as empresas conhecidas como Alaska Native Regional Corporations.